# Mikrowellenlandesystem

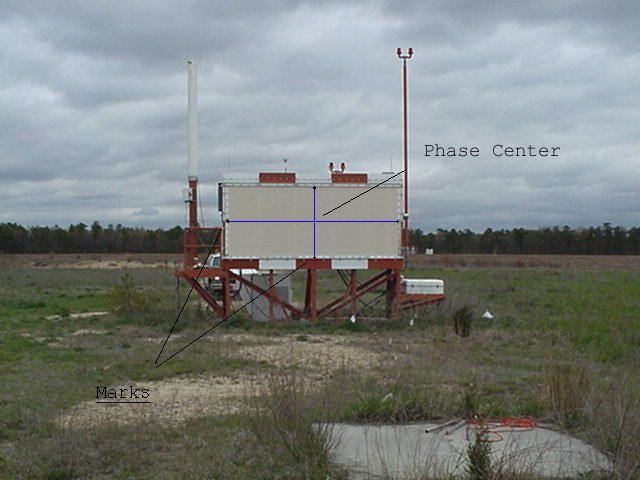
MLS: Azimuth-Guidance- Anlage

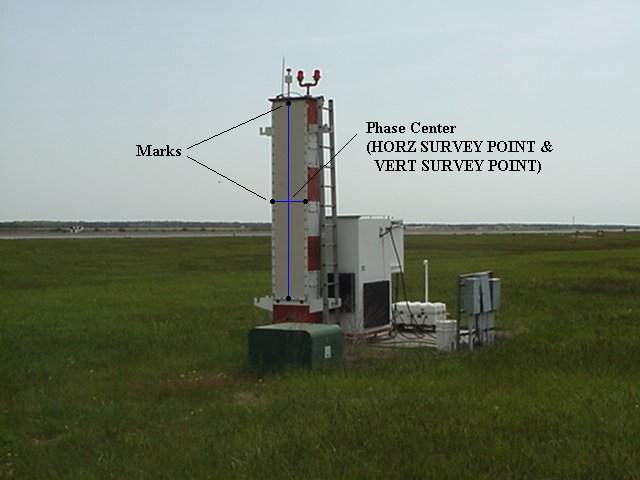
MLS: Elevation-Guidance Anlage

Das Mikrowellenlandesystem (MLS), engl. Microwave Landing System, ist ein von der International Civil Aviation Organization (ICAO) seit 1983 in Annex 10 Vol.I Nr. 3.11 standardisiertes Flugnavigations-System für Präzisionsanflug und -landung von Luftfahrzeugen auf mit MLS ausgerüsteten Landebahnen (RWY, engl. Runway). Das MLS arbeitet im von der ITU (engl. International Telecommunication Union) weltweit exklusiv dem Flugnavigationsfunkdienst (engl. Aeronautical Radio Navigation Service, ARNS) zugewiesenen Mikrowellen-Frequenzbereich 5000 MHz bis 5150 MHz,.
MLS war als Nachfolgesystem zum Instrumentenlandesystem (engl. Instrument Landing System, ILS) vorgesehen. Ein ILS besteht aus einem Landeskursender (engl. Localizer, ILS-LLZ) der im Frequenzbereich zwischen 108,100 MHz und 111,950 MHz  arbeitet. Er ist frequenz-gepaart mit einem Gleitwegsender (engl. Glide Path, ILS-GP), der im aeronautischen UHF-Frequenzband 329–335 MHz arbeitet. Die Empfehlung zum Ersatzes von ILS durch MLS wurde 1995 von der International Civil Aviation Organization (ICAO) ausgesetzt, da GPS-basierte Systeme, wie das Ground Based Augmentation System (GBAS) Nr. 3.7.3.5. im VHF-Frequenzband 108 MHz bis 117,950 MHz eine kostengünstigere Alternative versprachen.
Gegenüber dem Instrumentenlandesystem bietet das MLS primär den Vorteil, dass Anflugkurs und Gleitwegebene frei wählbar sind. Somit sind auch segmentierte Anflugwege (Segmented Approaches) oder gekrümmte Anflugwege (Curved Approaches) möglich.
Für die EUR-Region (EURopean-Region) der ICAO wurde abweichend vom ICAO Annex 10 Vol.I Nr. 3.11.5.2.2.1.1 c) 2) mit max. FL200 das maximal nutzbare Flight Level (FL) für MLS/DME auf FL100 (d. h. 10000 ft) in ICAO-Dokument EUR-DOC-004 festgelegt. Ferner wurde vom ICAO European Office für die EUR-Region das ICAO EUR-Doc-012, European Guidance Material on Continuity of Service Evaluation in Support of the Certification of ILS and MLS Systems und ICAO EUR-Doc-016 mit Guidance Material zur Demonstration der Integrität für die Zertifizierung von ILS und MLS Systemen erstellt.
Anmerkung: Der Grund für die Reduzierung auf FL100 in der EUR-Region liegt in der Frequency Congestion (dt. Mangel an Frequenzen) der verwendeten Frequenzbereiche in Europa. Aufgrund der sehr hohen Dichte von (internationalen) zivilen und militärischen Flugplätzen in Europa die ein oder mehrere MLS/DME Systeme benötigt hätten, hätten ohne die Reduzierung auf FL100 nicht für alle Flugplätze die Frequenzen zum Betrieb von MLS/DME identifiziert und koordiniert werden können.

## Geschichte
Das Instrument-Landing-System (ILS) bietet keine Möglichkeiten zur Etablierung moderner Anflugverfahren aufgrund von Beschränkung des System-Designs, diese sind z. B. :
- es steht nur ein ILS-Glide-Path (ILS-GP) mit einem Erhebungswinkel um 3° und Reichweite bis zu 10 NM zur Verfügung, der nur innerhalb von ±8° von der vom ILS-GP Sender verlängerten Anfluggrundlinie genutzt werden kann.[4] Att.C Fig.C-10 Eine Ausnahme bilden in Deutschland einige ILS-GP die bis zu 15 NM nutzbar sind, z. B. in Frankfurt
- Das Gelände vor der ILS-GP Antenne wird als reflektierende Fläche zur Erzeugung des Signals im Anflugbereich benötigt. Je nach Geländeprofil und -oberfläche, oder bei Schnee kann die Signalerzeugung beeinträchtigt sein.
- es stehen weltweit nur 40 ILS-Kanäle zur Verfügung, die jeweils fest mit DME/N oder TACAN frequenzgepaart sind. Auf zwei ILS-Kanäle mit DME/N oder TACAN gapaarte Kanäle folgen zwei VOR-Kanäle, ebenfalls gepaart mit  DME/N oder TACAN usw. Seit Jahrzehnten sind die VHF- und UHF-Bänder stark genutzt, bereits koordinierte und im Betrieb befindliche Flugnavigationsanlagen genießen einen Schutz. So lässt sich der weiter anhaltende Bedarf an ILS, VOR, DME und TACAN, sowie frequenz-gepaarte ILS/DME, (D)VOR, (D)VOR/DME und (D)VORTAC Anlagen nicht immer befriedigen. Beispielsweise werden in Frankfurt derzeit 8 ILS/DME-Anlagen betrieben.

Bis ungefähr 1970 wurden um die 50 verschiedene Systeme zur möglichen Nachfolge des ILS untersucht. Die ICAO beschloss, dass ein weltweit nutzbares Nachfolgesystem im Mikrowellenbereich arbeiten solle. Es verblieben somit nur zwei Kandidaten, von denen im Jahr 1978 das von den USA und Australien vorgeschlagene TRSB-Verfahren (Time Reference Scanning Beam) akzeptiert wurde.

## Funktionsweise
Je eine eng gebündelter Antennenkeule schwenkt (engl. scan) in horizontaler und vertikaler Ebene über den definierten Anflugbereich. Der MLS-Empfänger im Luftfahrzeug stellt durch die übertragene Zeitinformation fest, wann er von dem bodenseitigen Sender erfasst wird.
Für eine genauere Messung der Schrägentfernung (engl. Slant Range Distance) gegenüber den bereits standardisierten und genutzten DME/N und TACAN wurde das Distance Measuring Equipment/Precision (DME/P) entwickelt, damit zusammen mit der vom MLS gelieferten Information eine ausreichend genaue Bestimmung der Position eines Luftfahrzeuges im Raum möglich ist. MLS und DME/P kombiniert werden als MLS/DME bezeichnet. DME/P-Transponder beinhalten auch die Funktionalität von DME/N- und TACAN-Transpondern und antworten auf Abfragen von DME/N und TACAN-Interrogatoren auf x- und y-Pulse-Code-Kanälen. DME/N- und TACAN-Interrogatoren können jedoch nicht DME/P-Transponder auf w- oder z-Pulse-Code-Kanälen abfragen, noch auf x- und y-Pulse-Code-Kanälen den Precision Code aktivieren und daher nicht die verfügbare höhere Genauigkeit im beim DME/P-basierten Inital Approach, (IA-APP) und Final Approach (FA-APP) nutzen. DME/P antworten im IA- und FA-APP nur dann im Precision Mode, wenn die Abfrage durch einen DME/P-Interrogator erfolgt. Die höhere Präzision des DME/P-Replies resultiert u. a. aus engeren Toleranzen und einer modifizierten Pulsform die einen schnelleren Pulsanstieg für die ausgesendeten Pulse nutzt. Nr. 3.11
Anhand der Präambel wie auch andere allgemeingültiger Daten, die in alle Richtungen abgestrahlt werden, ist der Startzeitpunkt bekannt. Der Empfänger errechnet aus den Zeitintervallen zwischen vor- und zurücklaufendem Strahl die Position zur Landebahn bzw. zum definierten Gleitweg (ähnlich Gleitweg des Instrumentenlandesystems). Über die Azimut-Antenne werden zusätzlich Daten (Azimuth Track, minimaler Anflugwinkel, zusätzlich z. B. Beschaffenheit der Landebahn, Windscherung oder Wetter) übermittelt.

## Frequenzzuweisung und Kanäle
MLS werden im Frequenzband 5.000 MHz bis 5.150 MHz  (siehe auch Abschnitt Frequenzen) betrieben der von der ITU (engl. International Telecommunication Union) weltweit exklusiv dem ARNS (Aeronautical Radio Navigation Service, dt. Flugnavigationsfunkdienst) für das ICAO Standard System MLS zuwiesen wurde.
Für die Nutzung von MLS hat die ICAO in Annex 10 Vol.I 200 Übertragungskanäle im Frequenzbereich 5.030 bis 5.091 MHz festgelegt. Alle MLS-Kanäle sind mit einem DME-Kanal frequenzgepaart für die Nutzung als MLS/DME. Davon sind 40 Kanäle zusätzlich mit ILS frequenz-gepaart für Nutzung als ILS/MLS/DME. Part 1, Tbl.A
Im Gegensatz zum ILS-System, das eine VHF-Frequenz für den ILS-LOC, eine Frequenz im UHF-Bereich für den ILS-GP und 75 MHz für Marker-Beacon nutzt, werden alle MLS-Informationen auf einer Frequenz ausgestrahlt.
Die Slant-Range-Distance (dt. Schrägentfernung) wird sowohl beim ILS- als auch beim MLS-System von einem DME/P bzw. bei geringerer Genauigkeitsanforderungen ein DME/N im UHF-Bereich ausgestrahlt.

## MLS-Signal

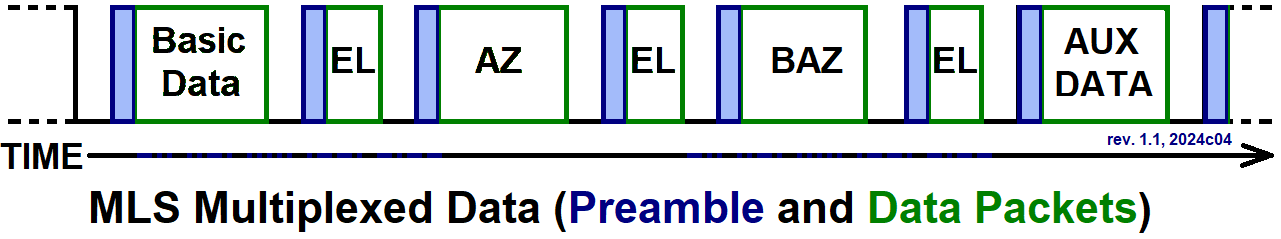
Prinzipielle Darstellung der MLS-Datenpakete

Das MLS-Signal besteht aus mehreren Datenpaketen die sequentiell (time multiplexed) und ununterbrochen ausgestrahlt werden, dies sind:
- Basic Data, enthält die Identifikation die auch von einem Frequenzgepaarten DME/P ausgestrahlt wird, Informationen der Keulenbreite der MLS-Antenne, sowie Informationen, die benötigt werden, um die vertikalen und lateralen Winkel zu berechnen
- EL (engl. Elevation) der vertikale Beam der vertikale Informationen liefert
- AZ (engl. Azimuth) der horizontale Beam der Azimutinformationen für den Anflug liefert
- BAZ (engl. Back-Azimuth) erfordert einen zusätzlichen Sender und Antenne am entgegengesetzten Ende der Runway (RQY, dt. Landebahn)
- AUX Data (engl. Auxiliary Data), enthält digitale und alphanumerische Informationen für die operative Nutzung, RVR Wind und Geometrie der Anlage

### Modulation und Kodierung
Die Modulation für Preamble- und die Auxiliary Data Nr. 3.11.4.8 des Trägers ist Differential Phase Shift Keying (DPSK).  Nr. 3.11.4.4.3 Eine "Null" wird durch 0° ±10° Phase Shift und eine "Eins" durch 180° ±10° Phase Shift mit 15 265 Baud moduliert.
Jedes Signal besteht aus der "Receiver Reference Time" Code der aus 5 Bits besteht (I1 bis I5) Nr. 3.11.4.4.3.2 und 5 Bits zur "Functional Identification" (I6 bis I10) zur "Function identification" (Identifikation von 31 unterschiedlichen Funktionen), und zusätzlich 2 Bits für die Parität (I11 bis I12) Nr. 3.11.4.4.3.3, die genutzt werden für Approach Azimuth, High Rate Approach Azimuth, Approach Elevation, Flare Elevation, Back Azimuth, 360° Azimuth, Basic Data 1 bis 5 und Auxiliary Data A bis C. Nr. 3.11.4.8
Zusätzlich wird die Azimut-Information durch einen Scanning Beam im Raum moduliert, wobei beim Ende des "TO"- und am Beginn des "FRO"-Scan eine Pause eingefügt.  3.11.4.4.3.3 und Att. G 2.2.1

### Signaleigenschaften
- Time Reference Scanning Beam (TRSB)

## MLS/DME Coverage

### MLS-Coverage
Vorgaben für die EUR-Region (EURopean-Region):
- Azimut: 20 NM FL100 ±40° von der verlängerten Runway Center Line
- optional: Back Azimuth ≥10 NM ±20° von der verlängerten Runway-Center -Line bis FL100

Anmerkung: Der (Back-)Azimuth muss nicht symmetrisch links und rechts der verlängerten "RWY Center Line" liegen, sondern kann bei Bedarf auch verschoben werden, z. B. 20 NM FL100 +20°/-60°  oder erlaubt die Reduzierung, z.B. 20 NM FL100 +20°/-40°
Der weltweit gültige Standard ICAO Annex 10 Volume I erlaubt FL200. Nr. 3.11.5.2.2.1.1 c) 2)
Anmerkung: Der Grund für die Reduzierung auf FL100 in der EUR-Region liegt in der Frequency Congestion (dt. Mangel an Frequenzen) der verwendeten Frequenzbereiche in Europa. Aufgrund der sehr hohen Dichte von (internationalen) zivilen und militärischen Flugplätzen in Europa die ein oder mehrere MLS/DME Systeme benötigt hätten, hätten ohne die Reduzierung auf FL100 nicht für alle Flugplätze die Frequenzen zum Betrieb von MLS/DME identifiziert und koordiniert werden können.

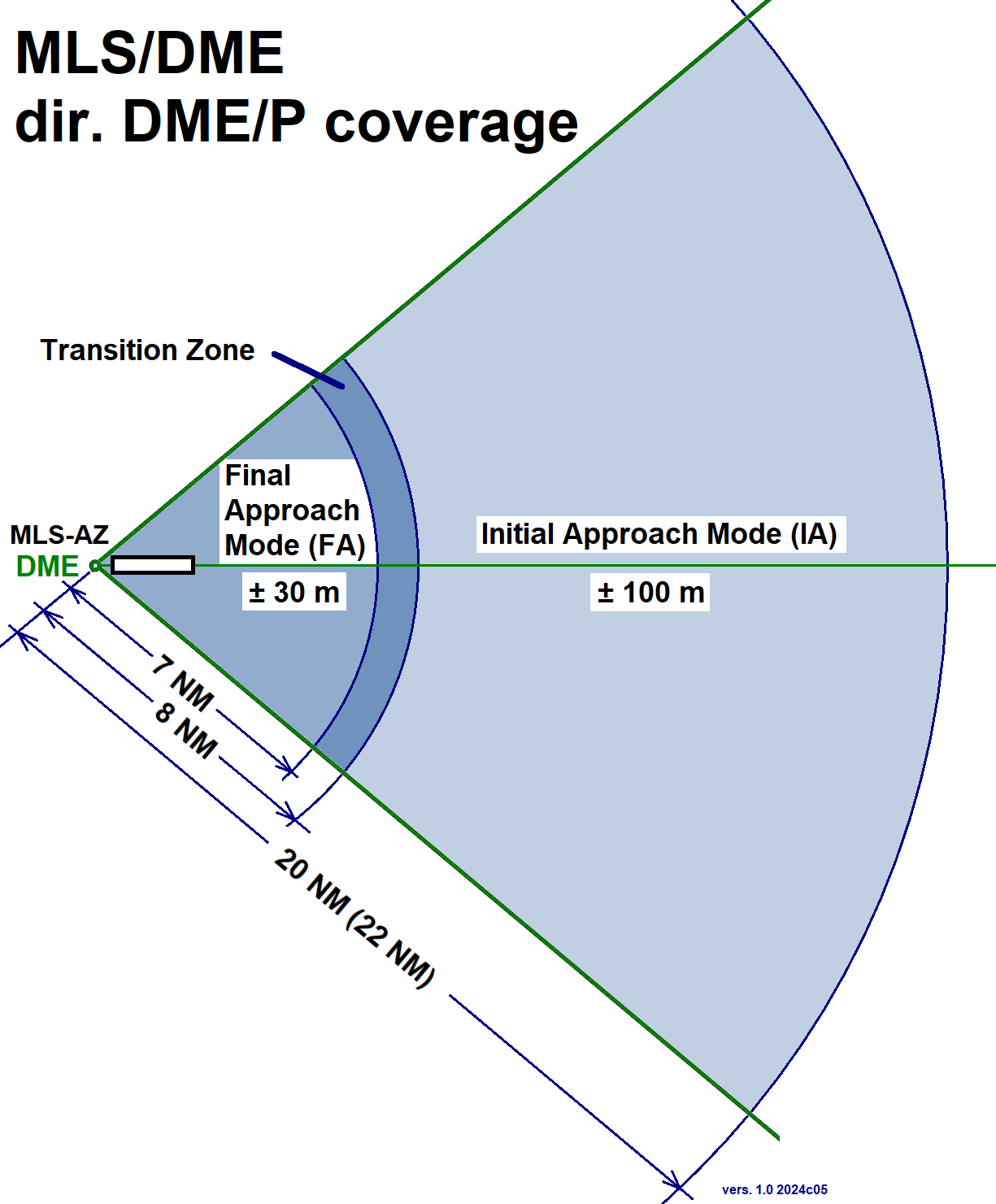
MLS/DME: Coverage des gerichteten Antenne des DME/P: Initial Approach: ±100 m,Final Approach: ±30 mTransition-Bereich: zwischen 7 NM und 8 NM

### DME/P-Coverage
Vorgaben für die EUR-Region (EURopean-Region):
Das DME/P muss mindestens den operative genutzte Service-Volumen (engl. Designated Operation Coverage, DOC) des MLS abdecken
- Azimut:  ≥20 NM FL100 ±40° von der verlängerten RWY Center Line
- bei Nutzung des Back Azimuth zusätzlich ≥10 NM ±20° FL100 zum Azimut  ≥20 NM FL100 ±40° von der verlängerten RWY Center Line
- sofern operativ gefordert, auch omnidirektionale Coverage ≥22 NM  FL100

Der weltweit gültige Standard ICAO Annex 10 Volume I erlaubt FL200. Nr. 3.11.5.2.2.1.1 c) 2)
Die geforderte Genauigkeit beträgt im IA-Bereich ±100 m und im FA-Bereich ±30 m, der Übergang zwischen IA- und FA-Bereich liegt zwischen 7 NM und 8 NM Att. C Nr. 7.3.2
Anmerkung: Der Grund für die Reduzierung auf FL100 in der EUR-Region liegt in der Frequency Congestion (dt. Mangel an Frequenzen) der verwendeten Frequenzbereiche in Europa. Aufgrund der sehr hohen Dichte von (internationalen) zivilen und militärischen Flugplätzen in Europa die ein oder mehrere MLS/DME Systeme benötigt hätten, hätten ohne die Reduzierung auf FL100 nicht für alle Flugplätze die Frequenzen zum Betrieb von MLS/DME identifiziert und koordiniert werden können.

## Operationelle Nutzung

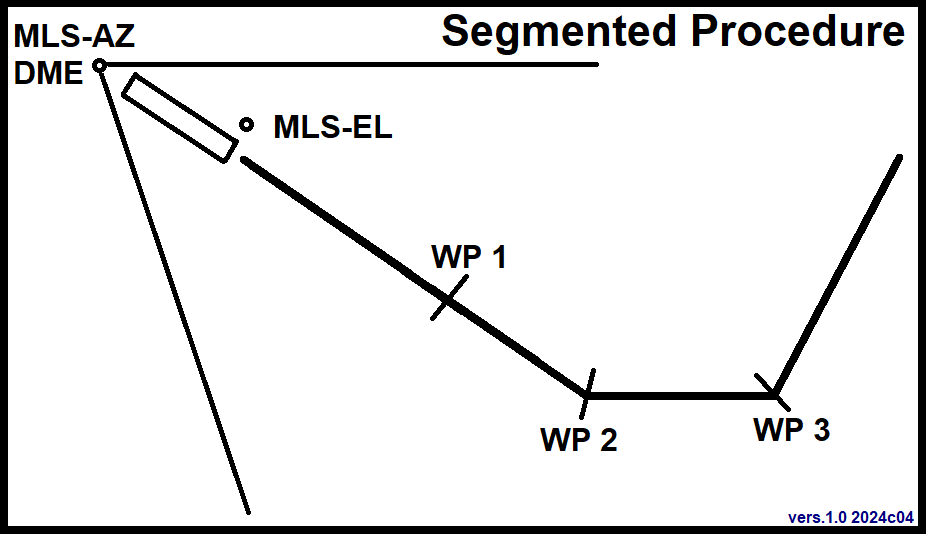
Prinzipielle Darstellung eines MLS/DME-basierten Segmented-Approach

### Segmented Procedures
In Gebieten mit dichtem Flugverkehr, in denen das Terrain oder andere Hindernisse die Kapazität und Flexibilität der Anflugverfahren einschränken, können Segmented Approaches neue Möglichkeiten eröffnen. Das Segmented Approach-Verfahren kann ab ca. 2 NM nach Einflug in den DOC eines MLS/DME genutzt werden und leitet ein Luftfahrzeug dann über vordefinierte Way-Points (WP) zum Final Approach (FA). Der Abstand zwischen den Way Points muss groß genug sein, um die Fluglage des Luftfahrzeuges stabilisieren zu können, bevor eine erneute Kursänderung am nächsten Way-Point erfolgt.

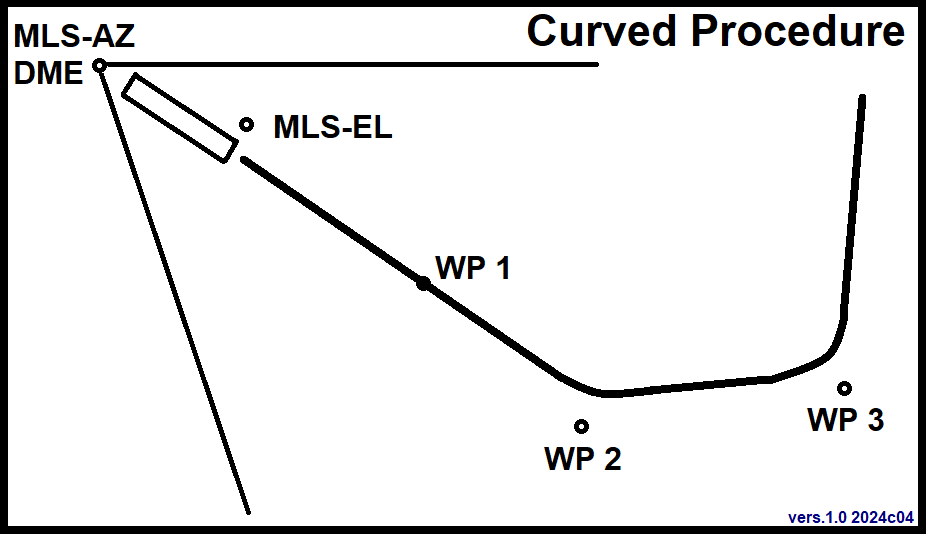
Prinzipielle Darstellung eines MLS/DME-basierten Curved-Approach

### Curved Procedures
Curved Procedures ähneln segmentierten Verfahren, weisen jedoch eine höhere Spurhalte-Genauigkeit während des Kurswechsels auf und bieten eine bessere Navigationsgenauigkeit.

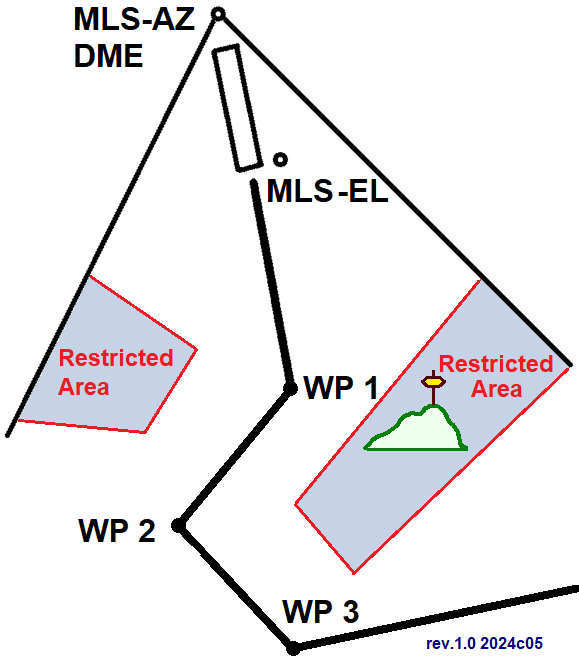
Prinzipielle Darstellung einer MLS/DME basierten Climb-Out Procedure

### Climb Out Procedures
Sofern ein MLS/DME auch einen Back Azimuth ausstrahlt, können die zuvor beschriebenen Verfahren auch für das Climb-Out nach dem Take-Off oder für Missed Approach (Fehlanflug) erstellt werden. Dies kann in Bereichen, in denen Hindernisse ein Problem darstellen oder wenn z. B. die Nutzung von parallelen Runways komplexe Verfahren erfordern von Vorteil sein.
Flugverkehrsrouten mit Segmented und Curved Procedures können in Bereichen ohne ausreichende Radarabdeckung oder in Bereichen mit nur wenigen Flugnavigationsfunkanlagen sinnvoll sein.